# Mława
Mława là một thị trấn thuộc huyện Mławski, tỉnh Mazowieckie ở trung-đông Ba Lan. Thị trấn có diện tích 35 km². Đến ngày 1 tháng 31 - 12 - 2021, dân số của thị trấn là 31047 người và mật độ 892 người/km².